# Vellir

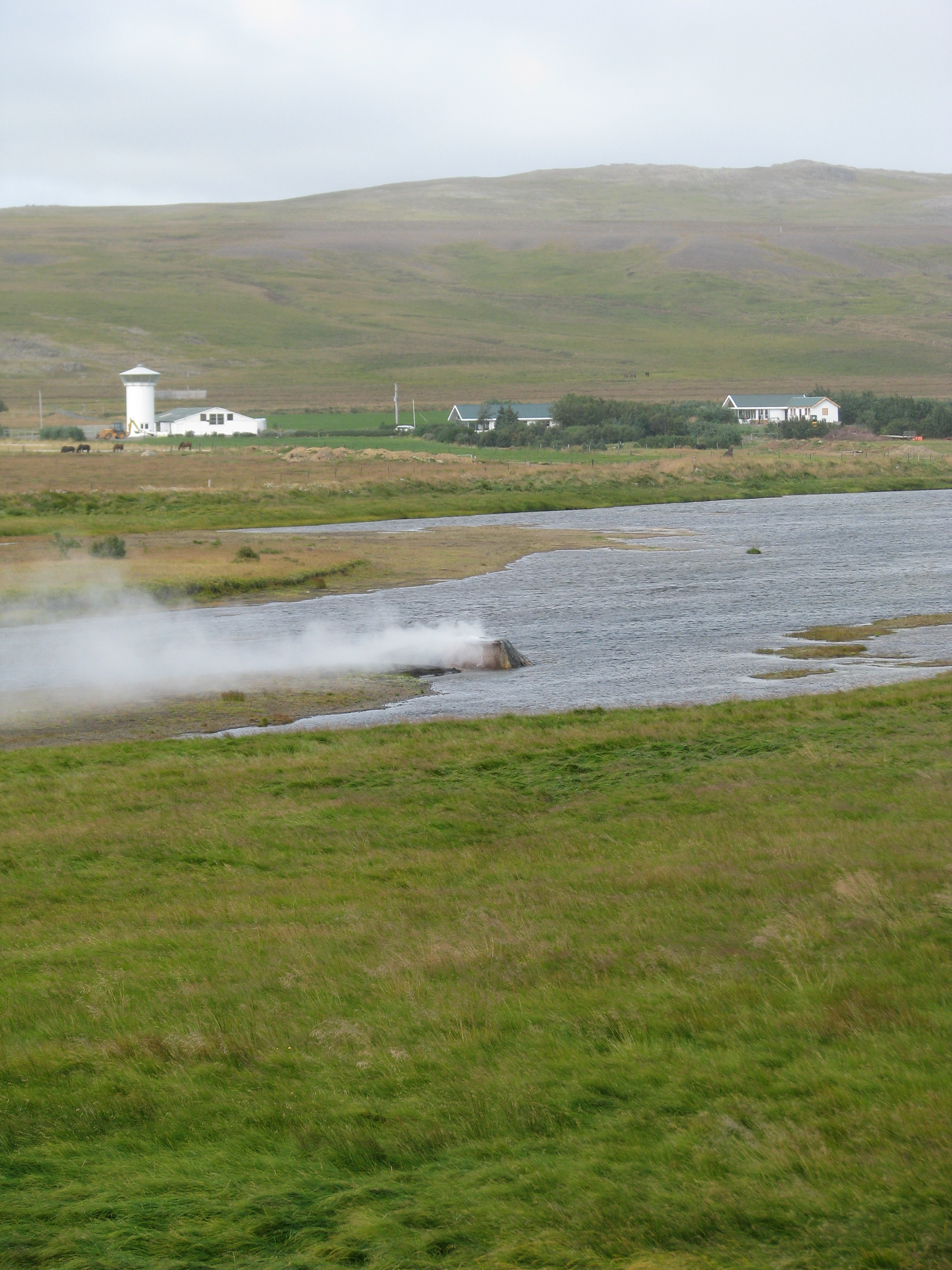
Vellir.

Vellir is een warme bron op IJsland, niet ver van het plaatsje Reykholt. In het gebied waar Vellir in ligt komen veel geothermale bronnen voor, en het bijzondere van Vellir is dat deze zich in een rivier bevindt, de Reykjadalsá. Bovendien was Vellir in vroeger tijden een geiser. Regelmatig spoot hij een waterkolom tot wel 12 meter hoog op, maar nu doet Vellir dat niet meer. Wel borrelt er nog wel steeds kokend heet water uit. Vellir maakt deel van een complex van meerdere warme bronnen uit die in een Noord-Zuid oriëntatie in de rivier liggen. De meesten ervan liggen onder het waterniveau. Vroeger heette Vellir ook wel Árhver (Rivierbron). Niet ver van Vellir ligt Deildartunguhver, de grootste warmwaterbron van Europa.

## Andere geisers
Andere geisers op IJsland zijn de Geysir, de Grýla bij Hveragerði en de Ystihver.